# Freirechtsschule
Die Freirechtsschule ist eine Bewegung in der Rechtswissenschaft des frühen 20. Jahrhunderts, die dem Richter eine „freie Rechtsfindung“ bei Gesetzeslücken, teilweise sogar gegen das geltende Recht, ermöglichen wollte. Herausragende Autoren dieser Rechtsmethodik sind Hermann Kantorowicz (1907 und 1911), Ernst Stampe (1907 und 1911) und Fritz Berolzheimer (1911). Ernst Fuchs (bis 1899 Samuel Fuchs), der auch der Freirechtsschule zugerechnet wird, bezeichnet seine Methode selbst als „soziologisch“.

## Freie Rechtsfindung
Als Vertreter der Freirechtsbewegung bezeichnen sich Rechtswissenschaftler mit unterschiedlichen Anschauungen. Die Zahl der Rechtswissenschaftler, die mit größeren Arbeiten hervorgetreten sind und ihre eigene Methode als Freirechtsmethode bezeichnen ist gering. Das gemeinsame Losungswort Freirechtsbewegung wird in unterschiedlichem Sinn verstanden. Die Bezeichnung „freie Rechtsfindung“ ist von dem Österreicher Eugen Ehrlich geprägt worden. Ehrlich wollte damit Fallentscheidungen bezeichnen, die nicht vom Gesetz geleitet werden. Die Freirechtsbewegung will die Bindung des Richters an das Gesetz zugunsten des richterlichen Ermessens zurückdrängen.
Ehrlichs Untersuchungen, die den Ausgangspunkt der Freirechtsschule bilden, gehen von der Grundanschauung aus, dass der Einzelfall am besten entschieden wird, wenn der Richter ungebunden durch generelle Vorschriften den Fall in seiner Eigenart würdigen kann („freie Rechtsfindung“). Die für die Freirechtsschule markante Polemik gegen die Begriffsjurisprudenz spielt bei Ehrlich noch keine Rolle. Ehrlich will freie Rechtsfindung nur dann eintreten lassen, soweit keine klare Entscheidung des Gesetzes vorliegt.
Die Bevorzugung der freien Rechtsfindung vor der gesetzlichen Regelung fordern auch Fuchs, Karl Schmölder (1907) und Johann Georg Gmelin (1910), wobei bei Fuchs die Bekämpfung der Begriffsjurisprudenz im Vordergrund steht. Gmelin formuliert, dass der  Richter an den bestimmten Wortlaut gebunden ist, jenseits desselben aber freies richterliches Ermessen eingreife. Ganz offen drückt Wilhelm Kulemann die Position der Freirechtsschule aus, indem er de lege ferenda fordert, dass die Gerichte aus lediglich rechtschaffenen Behörden zu Organen der Rechtsschaffung in grundsätzlicher Gleichstellung mit dem Gesetzgeber umgestaltet werden sollen. Stampe spricht dem Richter sogar die Befugnis zur Gesetzesänderung zu.

## Kritik
Die Freirechtsschule stieß auf Ablehnung. Zwar gestand ihr ihr Kritiker Philipp Heck zu, dass das Gesetz zu Härten führen könne und ein von den gesetzlichen Vorgaben freigestellter „idealer Richter“ in vielen Fällen eine angemessenere Entscheidung als das Gesetz treffen könne. Der Gesetzgeber könne Rechtsvorschriften nur für die „normalen“ Regelverhältnisse treffen, bei denen das Gesetz zu angemesseneren Ergebnissen führe, als die völlig freie Rechtsgewinnung. Der „weitschauende Richterkönig“ der Freirechtsschule sei nicht die Regel. So lauerten in der reinen Einzelfallbetrachtung besonders dann Gefahren, wenn auf dem fraglichen Lebensgebiet unterschiedliche gesellschaftliche Anschauungen herrschten. Der reale Richter laufe ohne Gesetzesbindung Gefahr parteiisch zu werden oder parteiisch zu scheinen. Auch sei das Ideal der „angemessenen Entscheidung“ nicht das einzige Ideal der Rechtspflege. Oft seien die Rechtssicherheit und die Streitvermeidung durch kluge Vertragsgestaltung wichtiger als die Streitentscheidung. Aus diesen und anderen Erwägungen wurde die Freirechtsschule daher in der Rechtswissenschaft abgelehnt.